# Aphaenogaster maculifrons
Aphaenogaster maculifrons is een mierensoort uit de onderfamilie van de Myrmicinae. De wetenschappelijke naam van de soort is voor het eerst geldig gepubliceerd in 2008 door Kiran & Aktaç.